# Sint-Genesius-Rode
Sint-Genesius-Rode (Rhode-Saint-Genèse trong tiếng Pháp) là một đô thị tọa lạc ở vùng Flanders, một trong 3 vùng của Bỉ,  trong tỉnh Vlaams-Brabant. Đô thị này bao gồm thị xã Sint-Genesius-Rode only. Tại thời điểm ngày 1 tháng 1 năm 2006,, the town có tổng dân số 17.927 người. Tổng diện tích là 22,77 km², với mật độ dân số là 787 người trên mỗi km².